# Середземне море
Середзе́мне мо́ре — внутрішнє, міжматерикове море Атлантичного океану між Європою, Азією і Африкою. Омиває береги Іспанії, Франції, Італії, Монако, Мальти, Боснії і Герцеговини, Чорногорії, Хорватії, Словенії, Албанії, Греції, Туреччини, Республіки Кіпр, Сирії, Лівану, Ізраїлю, Єгипту, Лівії, Тунісу, Алжиру та Марокко. Гібралтарською протокою сполучене з Атлантичним океаном. Площа — 2 505 000 км², глибина — до 5 121 м (середня — 1 536 м).

## Назва
Назва Середземного моря походить від грец. Μεσόγειος Θάλασσα або лат. Mare Mediterraneum — море посеред Землі, оскільки античні європейські і північноафриканські цивілізації розвивались в басейні саме цього моря, яке було природним шляхом комунікації між ними.
Мешканці Стародавнього Єгипту називали Середземне море — «Велика зелена вода». Римляни за часів розквіту Римської імперії називали це море — Наше море (лат. Mare Nostrum), або Внутрішнє море (лат. Internum mare) оскільки в ті часи всі землі на узбережжі цього моря входили до складу імперії.
У Старому Завіті Середземне море названо «Великим морем» (4 М. 34:6,7; Джош. 1:4, 9:1, 15:47; Ієз. 47:10,15,20). Також зустрічається назва «море філістимлян» (2 М. 23:31), від людей, які населяли значну частину його берегів поблизу Ізраїлю. Вперше саме термін Середземне море (Mare Mediterraneum) з'являється у письменника-антиквара Гая Юлія Соліна.
- Бі́ле мо́ре (тур. Akdeniz, осман. آق دڭيز, Akdeñiz, крим. Aq deñiz) — стара турецька і кримсько-татарська назва.
- Межизе́мське мо́ре (ст.-укр. Межиземское море[2]) — староукраїнська назва в джерелах XVI ст.

## Історія

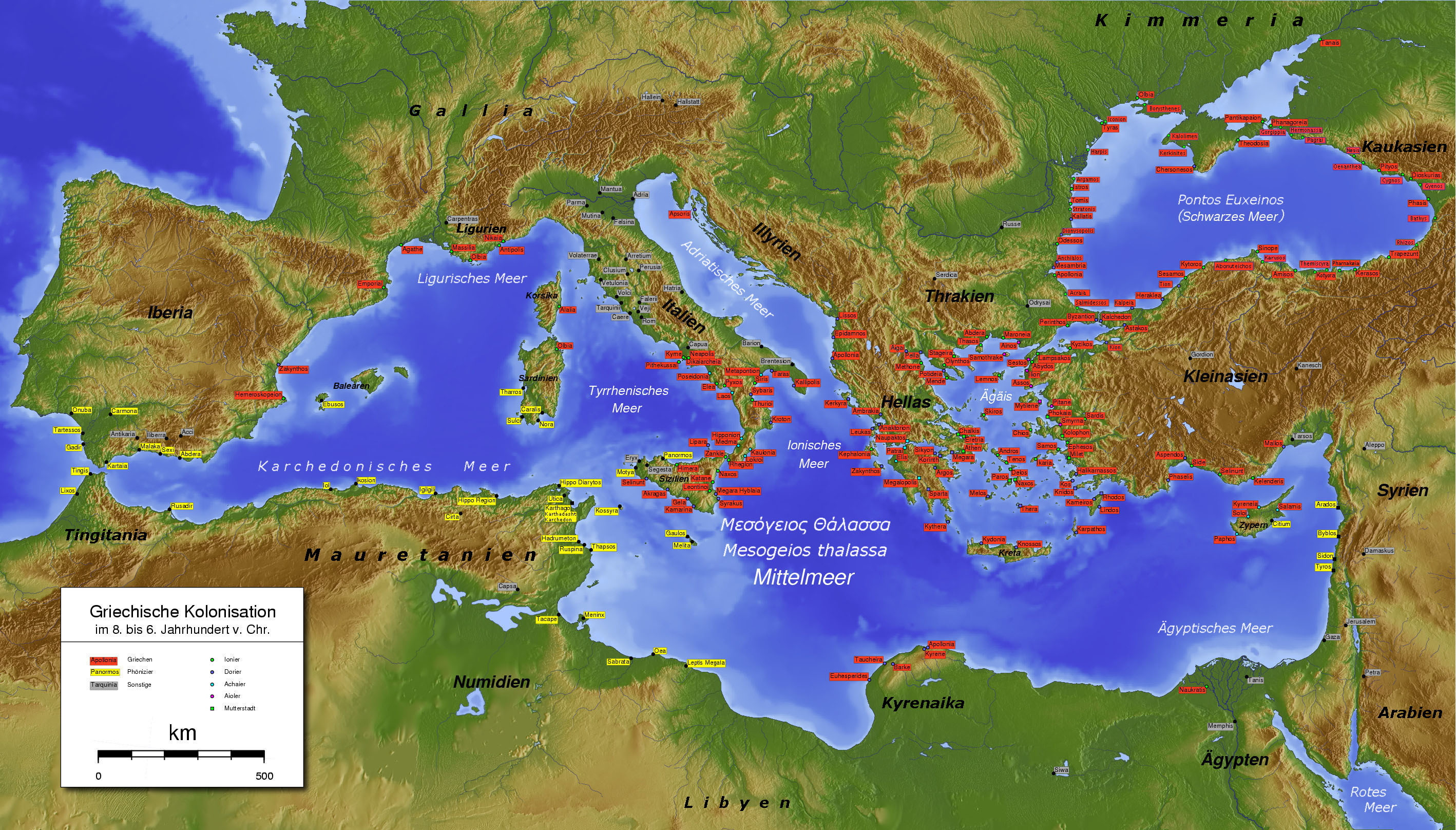
Грецькі (червоний) і фінікійські (жовтий) колонії античної доби. VI століття до нашої ери.

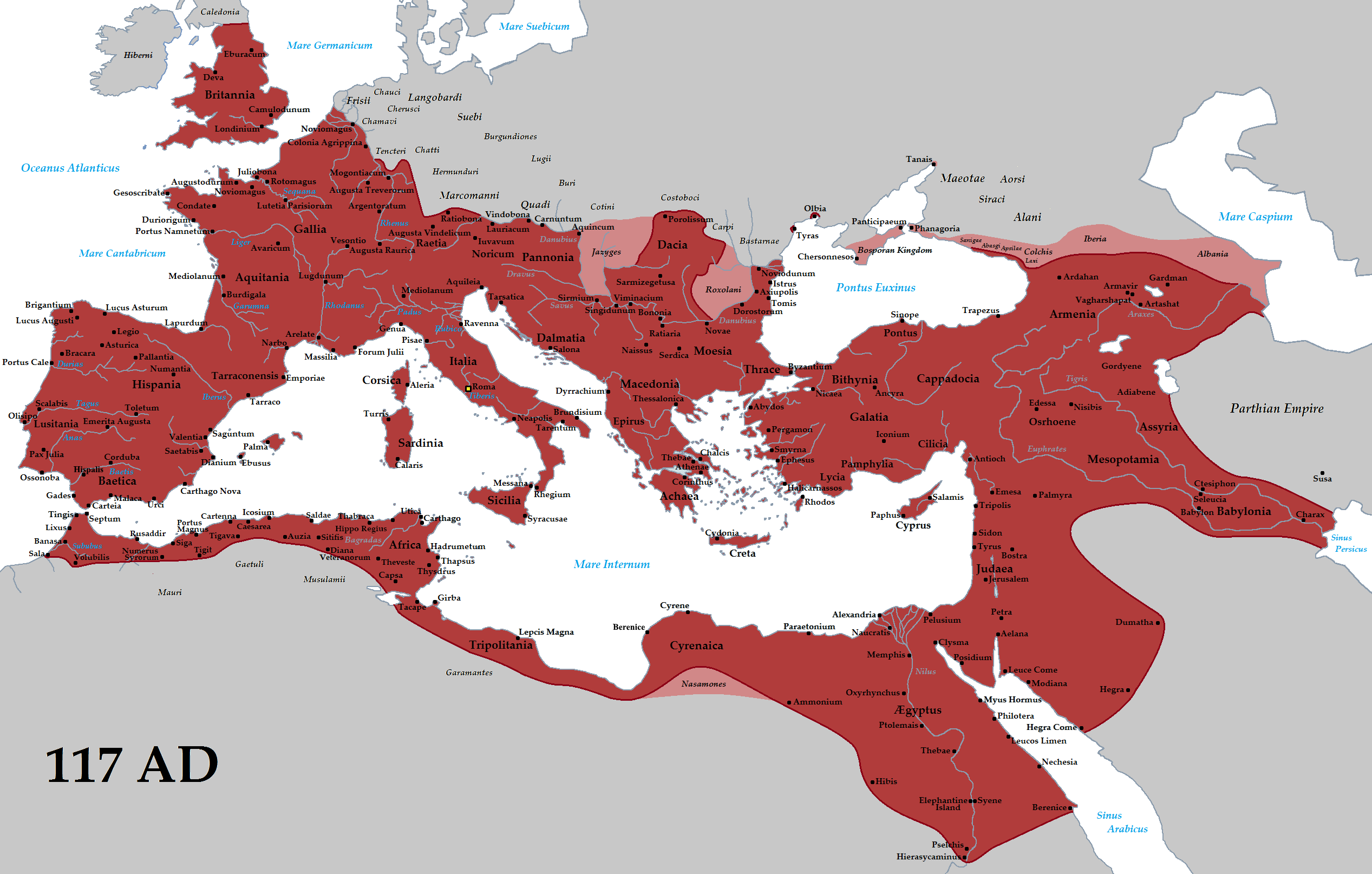
Римська імперія в найбільших масштабах у 117 році нашої ери.

Основні стародавні цивілізації розвивалися навколо Середземного моря. Море забезпечувало шляхи для торгівлі, колонізації та війни, а також їжею (завдяки рибальству та збору морепродуктів) численні громади протягом віків. Найдавнішими розвиненими цивілізаціями Середземномор’я були єгиптяни та мінойці, які вели активну торгівлю між собою. Інші відомі цивілізації, які з'явилися трохи пізніше, це хети й інші анатолійські народи, фінікійці та мікенська Греція. Близько 1200 року до нашої ери східне Середземномор’я сильно постраждало від катастрофи бронзової доби, яка призвела до знищення багатьох міст і торгових шляхів.
Найвідомішими середземноморськими цивілізаціями в класичну давнину були грецькі міста-держави та фінікійці, обидві з яких широко колонізували узбережжя Середземного моря.
Дарій I, який завоював Стародавній Єгипет, побудував канал, що з’єднав Червоне море з Нілом, а отже, із Середземним морем. Канал Дарія був достатньо широким, щоб дві трієри могли розминутися одна з одною з витягнутими веслами, і для проходження потрібно було чотири дні.
Після Пунічних воєн у 3-му і 2-му століттях до нашої ери Римська республіка перемогла карфагенян і стала провідною державою в Середземномор'ї. Коли Август заснував Римську імперію, римляни називали Середземне море Mare Nostrum («Наше море»). Протягом наступних 400 років Римська імперія повністю контролювала Середземне море та практично всі його прибережні регіони від Гібралтару до Леванту, ставши єдиною державою в історії, яка коли-небудь робила це.

## Фізико-географічний нарис

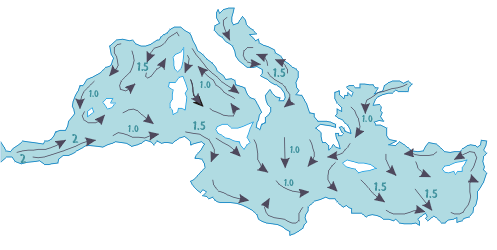
Схема панівних морських течій червня в Середземному морі. Стрілками показано напрямки, цифрами — швидкість течії в м/с

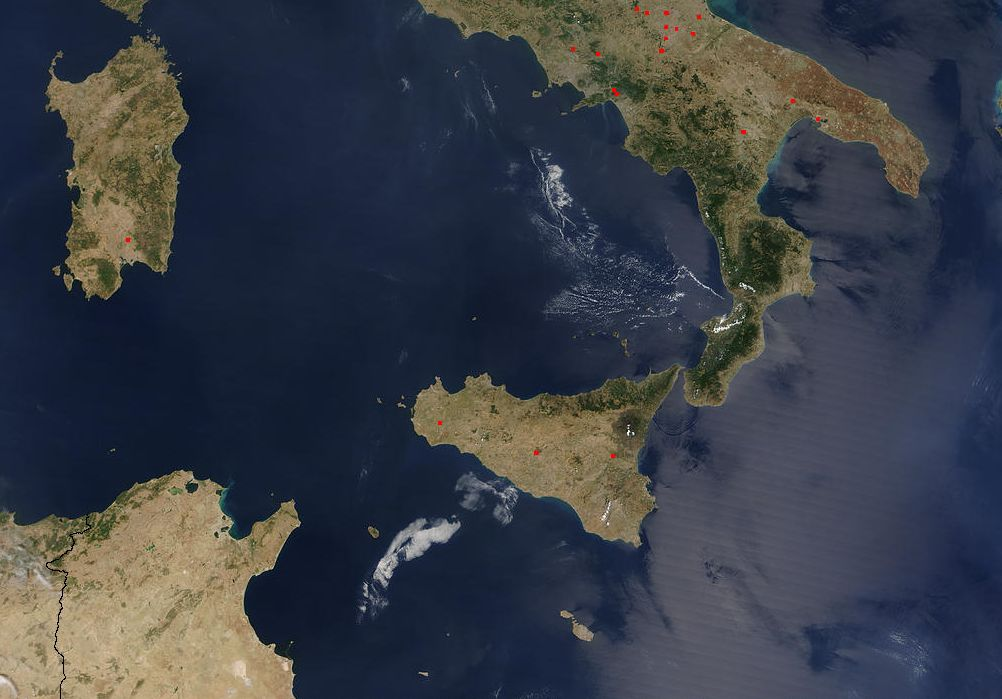
Два найбільші острови Середземного моря — Сицилія та Сардинія

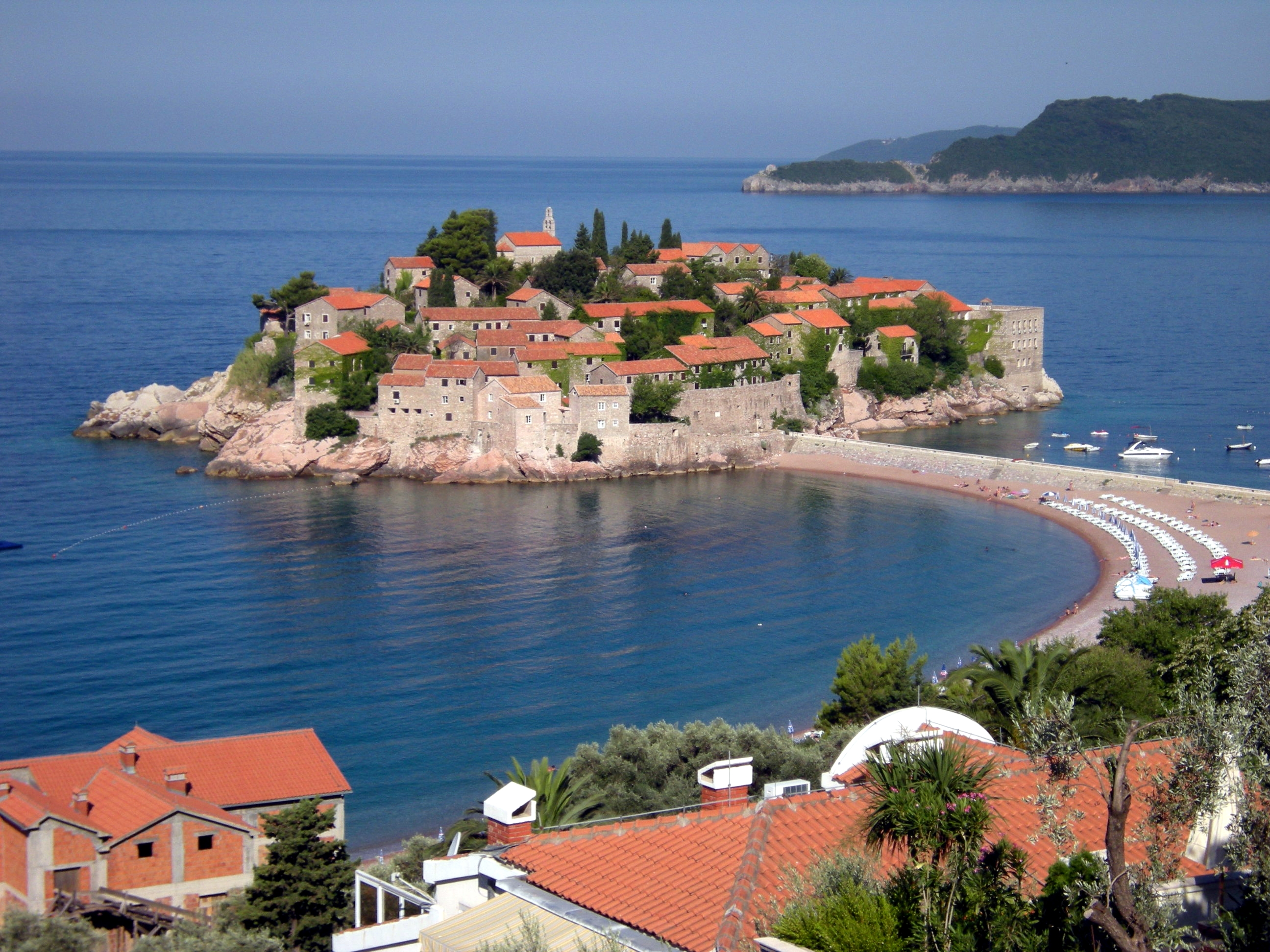
Свєті-Стефан в Чорногорії

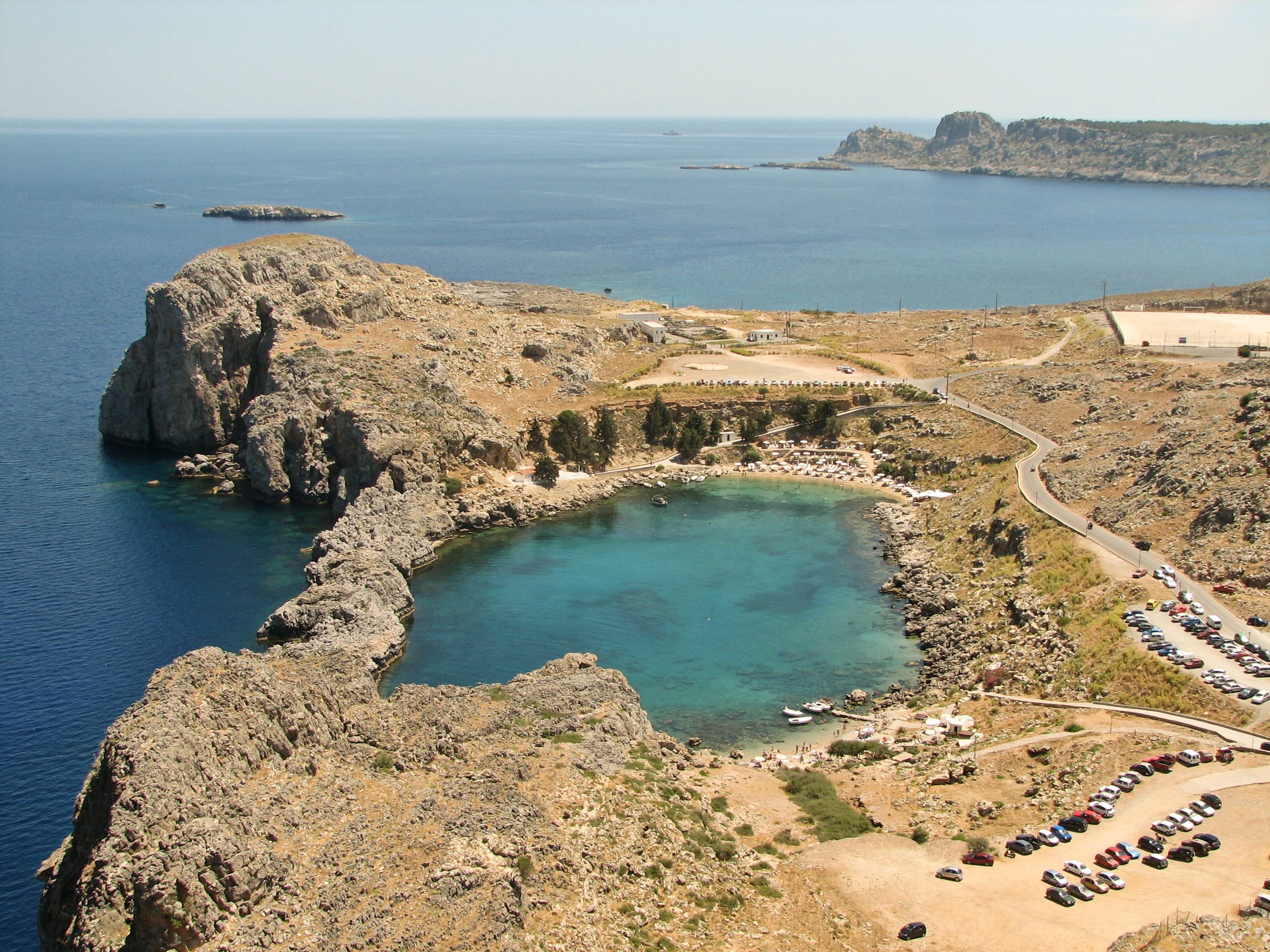
Затока Ліндоса, острів Родос, Греція

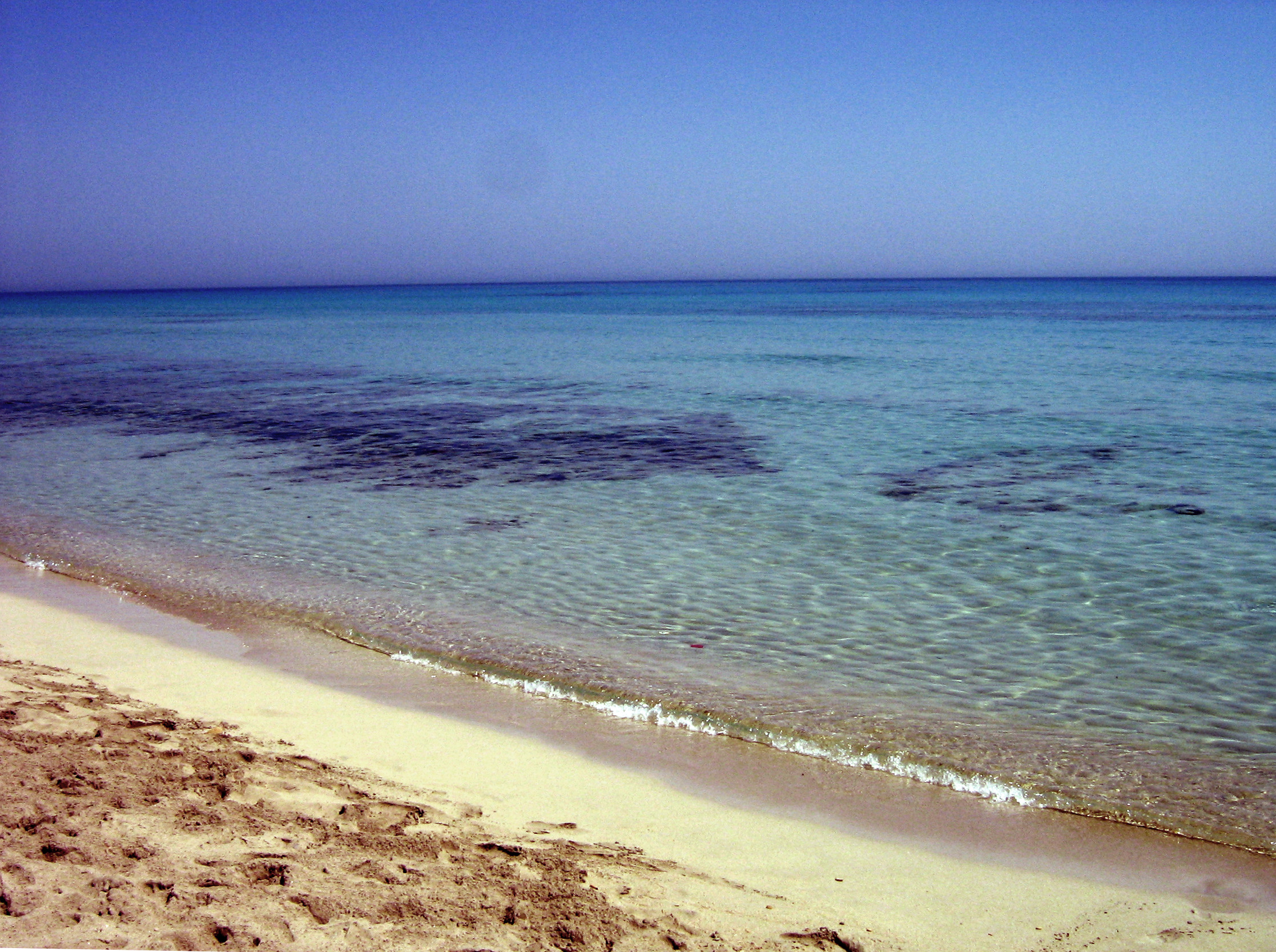
Морське узбережжя Триполі, Лівія

У північній частині Середземного моря океанографи виділяють відносно відсоблені великими півостровами і островами від основної частини такі моря: Альборан, Балеарське, Лігурійське, Тірренське, Адріатичне, Іонічне, Егейське, Кіпрське. До басейну Середземного моря належать також Мармурове, Чорне і Азовське моря.
Найзначніші затоки: Валенсійська, Ліонська, Генуезька, Таранто, Сидра (Великий Сирт), Габес (Малий Сирт). В Середземному морі є численні острови, яких налічують понад три тисячі, найбільші з них Балеарські, Сицилія, Сардинія, Кіпр, Крит, Корсика. У море впадають великі річки: Ніл, Ебро, Рона, По.
Середня температура води на поверхні в лютому від 8–12 °C до 17 °C, в серпні від 19 °C в Ліонській затоці до 27–30 °C на сході. Солоність від 36 ‰ на заході до 39,5 ‰ на сході. Припливи подобові і мішані, їхня величина переважно становить 0,1–0,5 м.

### Береги
Береги Середземного моря біля гористих узбереж здебільшого абразивні, вирівняні, біля пенепленів — лагунно-лиманні і дельтові. Для східного узбережжя Адріатичного моря характерні береги далматинського типу.

### Острови
Загалом в акваторії Середземного моря налічується понад 3300 островів. Нижче подано десять найбільших островів:
| Країна  | Острів   | Площа, км² | Населення, осіб |
| ------- | -------- | ---------- | --------------- |
| Італія  | Сицилія  | 25 460     | 5 048 995       |
| Італія  | Сардинія | 24 090     | 1 672 804       |
| Кіпр    | Кіпр     | 9 248      | 803 147         |
| Франція | Корсика  | 8 680      | 299 209         |
| Греція  | Крит     | 8 336      | 623 666         |
| Греція  | Евбея    | 3 684      | 218 032         |
| Іспанія | Мальорка | 3 640      | 869 067         |
| Греція  | Лесбос   | 1 632      | 90 643          |
| Греція  | Родос    | 1 400      | 117 007         |
| Греція  | Хіос     | 842        | 51 936          |

### Клімат
Клімат Середземного моря визначається його розташуванням у субтропічному поясі; він вирізняється певною специфікою, що виділяє його в самостійний середземноморський тип клімату. Лише північна частина Адріатичного моря заходить у помірний кліматичний пояс, а затока Великий Сирт на півдні — в тропічний. Середземноморський субтропічний клімат характеризується м'якою вологою зимою і спекотним посушливим літом. Взимку над морем встановлюється улоговина зниженого атмосферного тиску, що визначає нестійку погоду з частими штормами і рясними опадами; холодні північні вітри знижують температуру повітря. Формуються місцеві вітри: містраль в районі Ліонської затоки, бора на сході Адріатичного моря і мелтемі в акваторії Егейського моря. Влітку більшу частину Середземного моря охоплює гребінь Азорського антициклону, що визначає переважання ясної погоди з невеликою хмарністю і малою кількістю опадів. У літні місяці спостерігаються сухі тумани і курна імла, що виноситься з Африки південним вітром сироко. У Східному басейні розвиваються стійкі північні вітри — етезії.
Середня температура повітря в січні змінюється від 14–16 °C біля південних берегів до 7–10 °C на півночі, у серпні — від 22–24 °C на півночі до 25–30 °C в південних районах моря. Випаровування з поверхні Середземного моря сягає 1250 мм на рік (3130 км³). Відносна вологість повітря змінюється від 50–65 % влітку до 65–80 % взимку. Хмарність влітку 0–3 бали, взимку близько 6 балів. Середня річна кількість опадів 400 мм (близько 1000 км³), вона змінюється від 1100–1300 мм на північному заході до 50–100 мм на південному сході, мінімум опадів — у липні-серпні, максимум — у грудні. Характерні міражі, які часто спостерігаються у Мессінській протоці (Фата-моргана).
На початку серпня 2023 року, згідно повідомлення Турецького фонду морських досліджень, середня температура води на поверхні Середземного моря підвищилася до рекордного рівня і склала 28,4 °C, тобто досягла рівня, якого ніколи не було раніше. Найнебезпечніша ситуація склалася у східній частині Середземного моря. 
|                                                           | Січ | Лют | Бер | Кві | Тра | Чер | Лип | Сер | Вер | Жов | Лис | Гру |
| --------------------------------------------------------- | --- | --- | --- | --- | --- | --- | --- | --- | --- | --- | --- | --- |
| Марсель [Архівовано 16 вересня 2010 у Wayback Machine.]   | 13  | 13  | 13  | 14  | 16  | 18  | 21  | 22  | 21  | 18  | 16  | 14  |
| Барселона [Архівовано 18 липня 2011 у Wayback Machine.]   | 13  | 13  | 13  | 14  | 17  | 20  | 23  | 25  | 23  | 20  | 17  | 15  |
| Валенсія [Архівовано 31 травня 2013 у Wayback Machine.]   | 14  | 13  | 14  | 15  | 17  | 21  | 24  | 26  | 24  | 21  | 18  | 15  |
| Неаполь [Архівовано 31 травня 2013 у Wayback Machine.]    | 15  | 14  | 14  | 15  | 18  | 22  | 25  | 27  | 25  | 22  | 19  | 16  |
| Малага [Архівовано 27 травня 2010 у Wayback Machine.]     | 16  | 15  | 15  | 16  | 17  | 20  | 22  | 23  | 22  | 20  | 18  | 16  |
| Гібралтар [Архівовано 17 березня 2010 у Wayback Machine.] | 16  | 15  | 16  | 16  | 17  | 20  | 22  | 22  | 22  | 20  | 18  | 17  |
| Афіни [Архівовано 27 травня 2010 у Wayback Machine.]      | 16  | 15  | 15  | 16  | 18  | 21  | 24  | 24  | 24  | 21  | 19  | 17  |
| Іракліон [Архівовано 26 жовтня 2014 у Wayback Machine.]   | 16  | 15  | 15  | 16  | 19  | 22  | 24  | 25  | 24  | 22  | 20  | 18  |
| Мальта [Архівовано 3 жовтня 2010 у Wayback Machine.]      | 16  | 16  | 15  | 16  | 18  | 21  | 24  | 26  | 25  | 23  | 21  | 18  |
| Пафос [Архівовано 18 липня 2011 у Wayback Machine.]       | 18  | 17  | 17  | 18  | 20  | 24  | 26  | 27  | 26  | 24  | 22  | 19  |
| Ларнака [Архівовано 31 травня 2013 у Wayback Machine.]    | 18  | 17  | 17  | 18  | 20  | 24  | 26  | 27  | 27  | 25  | 22  | 19  |
| Лімассол [Архівовано 29 травня 2013 у Wayback Machine.]   | 18  | 17  | 17  | 18  | 20  | 24  | 26  | 27  | 27  | 25  | 22  | 19  |
| Александрія [Архівовано 5 січня 2014 у Wayback Machine.]  | 18  | 17  | 17  | 18  | 20  | 23  | 25  | 26  | 26  | 25  | 22  | 20  |
| Тель-Авів [Архівовано 27 травня 2013 у Wayback Machine.]  | 18  | 17  | 17  | 18  | 21  | 24  | 26  | 28  | 27  | 26  | 23  | 20  |

## Біологія

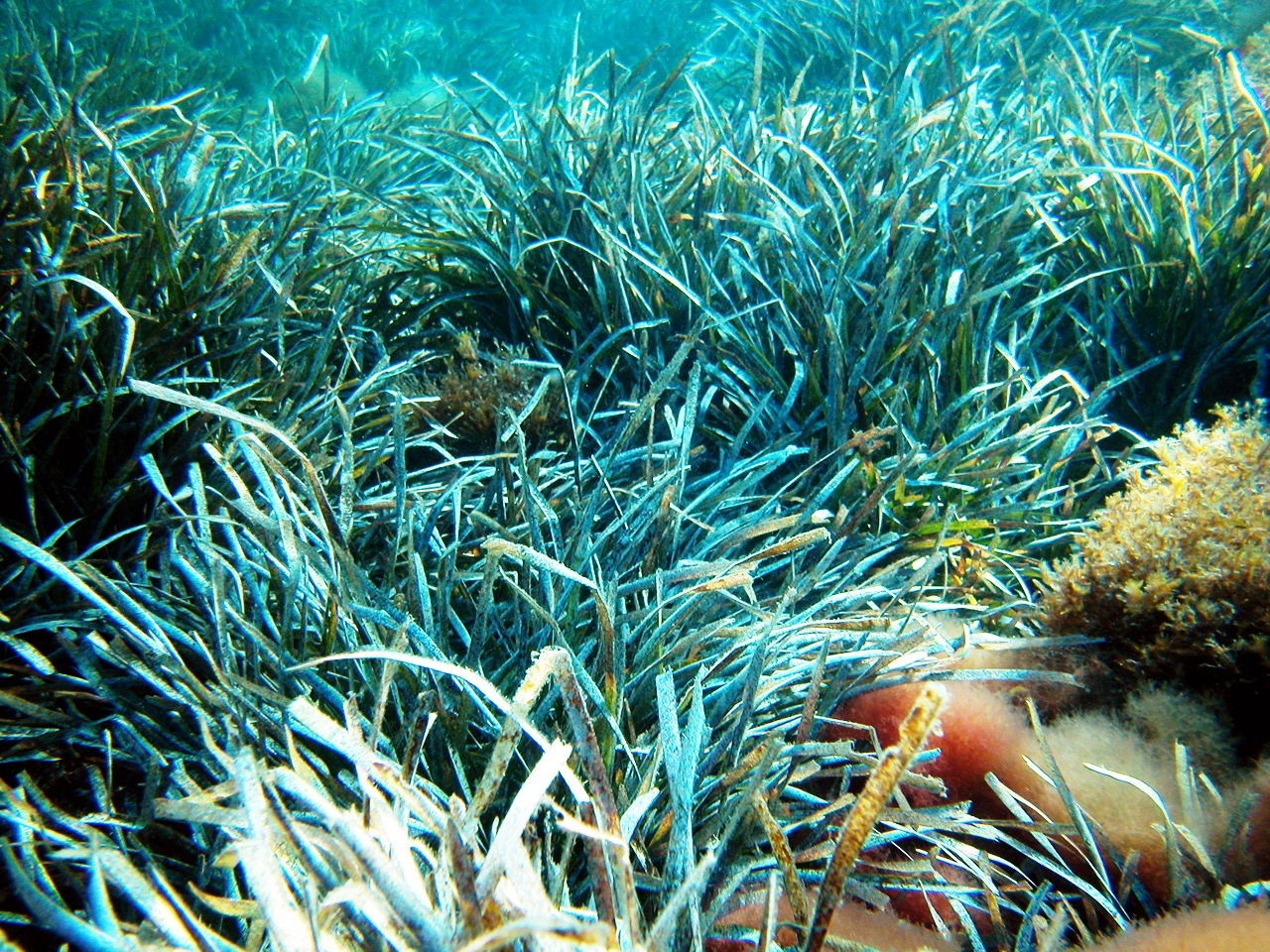
Posidonia oceanica на дні Середземного моря

Акваторія моря поділяється на ряд екорегіонів морської бореальної північноатлантичної зоогеографічної провінції: туніське узбережжя і затока Сідра, західносередземноморський, Адріатичне, Егейське, Левантійське, Іонічне та море Альборан. У зоогеографічному відношенні донна фауна континентального шельфу й острівних мілин до глибини 200 м належить до середземноморської провінції перехідної зони між бореальною та субтропічною зонами.
Рослинність і тваринний світ Середземного моря вирізняється відносно слабким кількісним розвитком фіто- і зоопланктону, що тягне за собою відносно невелику кількість більших тварин, які харчуються ними, у тому числі риб. Кількість фітопланктону в поверхневих горизонтах становить всього 8–10 мг/м³, на глибині 1000–2000 м його в 10–20 разів менше. Досить різноманітні водорості (переважають перідінеї і діатомеї).
Фауна Середземного моря характеризується великою видовою різноманітністю, проте число представників окремих видів невелике. Трапляються раки, один вид тюленів (білочеревий тюлень); морські черепахи. Риб налічується 550 видів (скумбрієві, оселедцеві, анчоусові, кефалі, корифени, тунці, пеламіди, ставриди та інші). Близько 70 видів риб-ендеміків, у тому числі скати, види хамси, бичків, морських собачок, губані та морські іглиці. З їстівних молюсків найбільше значення мають устриця, середземноморсько-чорноморська мідія, морський фінік. Серед безхребетних поширені восьминоги, кальмари, сепії, краби, лангусти; численні види медуз, сифонофор, у деяких районах, зокрема в Егейському морі, мешкають губки і червоні корали.
Середземне море зазнає найбільшого заселення інвазійними видами тварин і рослин з-поміж усіх морів світового океану. Сьогодні у водах моря виявлено понад 900 інвазійних видів.

## Геологічна будова і рельєф дна

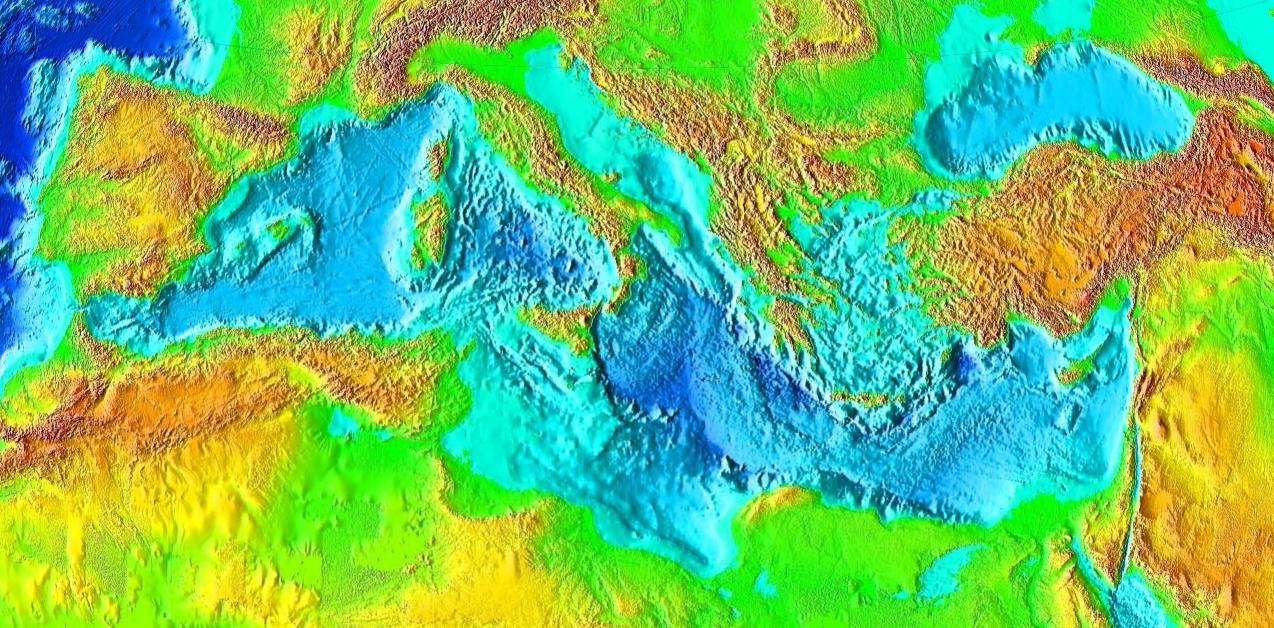
Рельєф дна Середземного моря

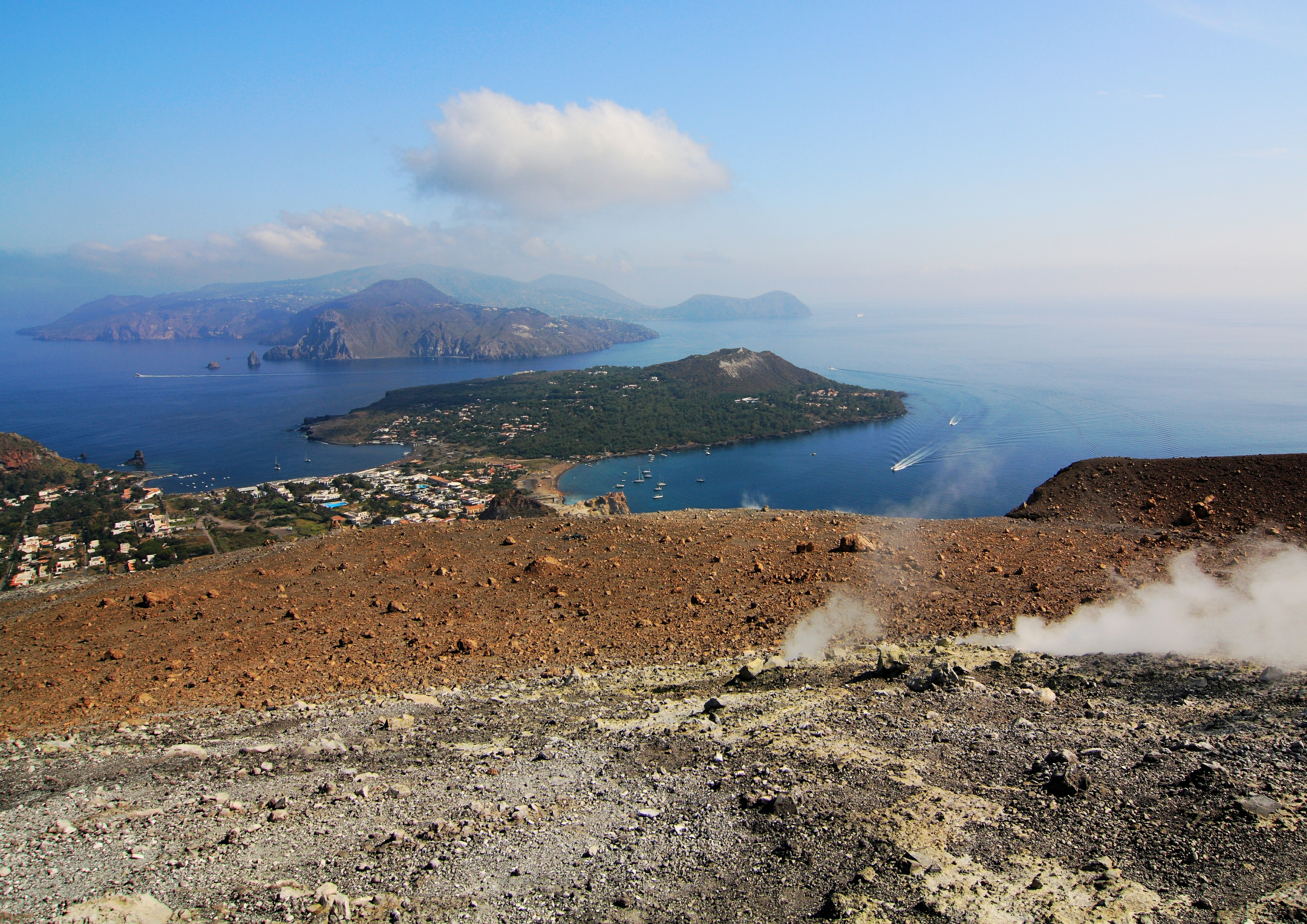
Вулканізм регіону Середземного моря

Дно Середземного моря дослідники-океанографи поділяють на декілька улоговин з відносно крутими материковими схилами і глибиною 2-4 км. Вздовж берегів улоговини обмежені вузькою смугою континентального шельфу, яка розширюється тільки між узбережжям Тунісу й Сицилії, а також у межах Адріатичного моря.
За геоморфологічним районуванням котловину Середземного моря поділяють на 3 основні басейни:
- західний (Алжиро-Прованський) з максимальною глибиною понад 2 800 м. Він об'єднує в собі западини морів Альборан, Балеарського та Лігурійського, а також западину Тірренського моря;
- центральний — глибиною понад 5 100 м (Центральна улоговина і западини морів Адріатичного та Іонічного);
- східний — Левантинський, глибиною близько 4 380 м (улоговини морів Леванту, Егейського та Мармурового).

Стратиграфічний розріз дна всіх улоговин починається потужними товщами антропоген-неогенових відкладів з прошарками пірокластичних порід (в Балеарському і Лігурійському морі їхня потужність за даним ГСЗ сягає 5-7 км). Серед мессінських відкладів Алжиро-Прованської улоговини значна роль належить соленосній евапоритовій товщі (потужністю понад 1,5–2,0 км). Відклади цієї товщі часто утворюють соляні діапіри, які є яскравим проявом соляної тектоніки. Уздовж бортів і в центрі Тірренської улоговини простягаються декілька глибинних розломів з приуроченими до них згаслими і діючими вулканами, деякі з них утворюють великі підводні гори (Ліпарські острови, вулкан Вавілова та інші). Вулкани по краях улоговини (в Тосканському архіпелазі, на Понціанських островах, Везувій, а також вулкани Ліпарських островів) вивергають кислі і лужні лави, натомість вулкани в центральній частині Середземного моря мають більш глибокі джерела магм, і вони представлені переважно базальтами.
- Частина центрального і східного (Левантинського) басейну виповнені потужною товщею осадових порід, здебільшого продуктами річкових виносів — авандельт, зокрема дельти Нілу. На дні цих улоговин, за даними ГСЗ, виокремлені Гелленський глибоководний жолоб і центральний Середземноморський вал — велике склепіння висотою 500–800 м. Вздовж підніжжя материкового схилу Киренаїки простежується Лівійський жолоб, який доволі чітко виражений в рельєфі і слабо заповнений відкладами.

Улоговини Середземного моря вельми різні за часом формування. Значна частина Левантинського басейну закладена в мезозої, Алжиро-Прованського басейну — з кінця олігоцену — на початку міоцену. Деякі улоговини сформовані на початку і в середині міоцену і в пліоцені. В мессінський час на більшій частині Середземного моря вже існували неглибокі улоговини. Глибина Алжиро-Прованського басейну під час осадонакопичення евапоритів в мессінський час оцінюється у 1–1,5 км. Сіль накопичувалася в результаті інтенсивного випаровування і концентрації розсолу, який утворювався з притоку нормальносоленої морської води в закритий басейн седиментації через протоку, що періодично існувала південніше Гібралтару.
Сучасні глибини Тірренської западини утворились в результаті опускання морського дна впродовж пліоцену і антропогену (за останні 5 млн років). Так само виникли й інші улоговини. За даними ГСЗ встановлено відсутність гранітного шару в глибоководних улоговинах, що дало підставу геологам зробити припущення про те, що Середземне море — релікт палеоокеану Тетіс.
Дно Середземного моря в багатьох місцях перспективне для пошуків родовищ вуглеводнів, особливо в областях поширення солянокупольних структур. В шельфових зонах поклади нафти і газу приурочені до мезозойських і палеогенових відкладів.

## Економіка

### Країни Середземноморського басейну
Серед сучасних країн 22 мають безпосередній вихід до Середземного моря:
Африка:  Марокко •  Алжир •  Туніс •  Лівія •  Єгипет
Азія:  Палестина •  Ізраїль •  Ліван •  Кіпр •  Сирія •  Туреччина (Східна Фракія)
Європа:  Греція •  Албанія •  Чорногорія •  Хорватія •  Боснія і Герцеговина •  Словенія •  Італія •  Мальта •  Монако •  Франція •  Іспанія.
Столиці країн, що мають вихід до Середземного моря, та міста цих країн із населенням понад 200 тисяч осіб (із заходу на схід регіону): Малага, Картахена, Аліканте, Валенсія, Пальма, Барселона, Марсель, Ніца, Монако, Генуя, Рим, Неаполь, Палермо, Катанія, Мессіна, Валетта, Таранто, Барі, Венеція, Трієст, Спліт, Дуррес, Патри, Афіни, Салоніки, Ізмір, Анталія, Мерсін, Тарс, Адана, Латакія, Триполі, Ліван, Бейрут, Хайфа, Тель-Авів, Ашдод, Газа, Порт-Саїд, Дум'ят, Александрія, Бенгазі, Триполі, Сфакс, Туніс, Аннаба, Алжир і Оран.

### Економічний розвиток регіону
Узбережжя Середземного моря здавна щільно заселене і вирізняється високим рівнем господарського розвитку (зокрема країни, розташовані на його північному узбережжі).
Середземним морем проходять важливі морські шляхи, що зв'язують Європу з Африкою з країнами Південної і Східної Азії. Середземним морем також проходять важливі торговельні шляхи, що зв'язують Україну із західними країнами, і лінії великого каботажу між чорноморськими та азовськими портами України.
Найбільші порти: Марсель (Франція), Генуя, Трієст, Венеція (Італія), Пірей, Салоніки (Греція), Стамбул (Туреччина), Бейрут (Ліван), Хайфа (Ізраїль), Александрія (Єгипет), Алжир (Алжир), Сідра і Марса-Брега (Лівія), Барселона (Іспанія). Транспортне значення акваторії Середземного моря для Західної Європи безупинно зростає у зв'язку з посиленням залежності цих країн від імпорту сировини. Особливо велика роль Середземного моря у транспортуванні нафти. Порти Середземного моря пов'язані трубопроводами як з країнами Західної Європи, в тому числі Австрією, Німеччиною, Францією, Швейцарією, так і з родовищами нафти Близького Сходу та Північної Африки. Великі також перевезення інших видів мінеральної сировини: металевих руд (в тому числі бокситів — руди для виробництва алюмінію), сільськогосподарських продуктів Суецьким каналом, через який проходять зв'язки Західної Європи з Азією та Австралією.
На узбережжі Середземного моря і на островах створені численні промислові підприємства. На сировинній базі, що доставляється морем, розвинулася хімічна і металургійна промисловість. Великими вузлами хімічної промисловості стали в 1960–1975 роках острова Сардинія і Сицилія в Італії, гирло Рони у Франції тощо. Розпочато видобуток нафти і газу на шельфі Середземного моря (північна частина Адріатичного моря, континентальний шельф Греції в Егейському морі). Розвинені також промислове рибальство (сардини, тунець, макрель, скумбрія та інші).
Широко відомі курорти Лазурного берега (Рив'єра) у Франції, Італії та Монако, курорти Левантійського узбережжя і Балеарських островів в Іспанії, Динарського узбережжя в Хорватії і Чорногорії, островів Егейського моря і Криту та інші.

## Цікавий факт
Приблизно 5-6 мільйонів років тому Середземне море несподівано і майже повністю висохло (Мессінський пік солоності). Причому, висихання відбулося вісім разів — частково або практично повністю (в кінці міоцену, 5,96–5,33 млн років тому — Мессінський ярус). Дослідники з Університету Отаго (Нова Зеландія) з'ясували, що обміління Середземного моря відбувалося одночасно зі зростанням льодової шапки в Антарктиці.
В серпні 2023 року в Середземному морі зафіксували рекордну температуру води. Середня температура води на поверхні Середземного моря підвищилася до рекордного рівня і становить 28,4 градуса за Цельсієм. Такий висновок було зроблено за результатами дослідження Турецького фонду морських досліджень (TÜDAV).